# Bora-Bora
För andra betydelser, se Bora Bora (övriga betydelser).

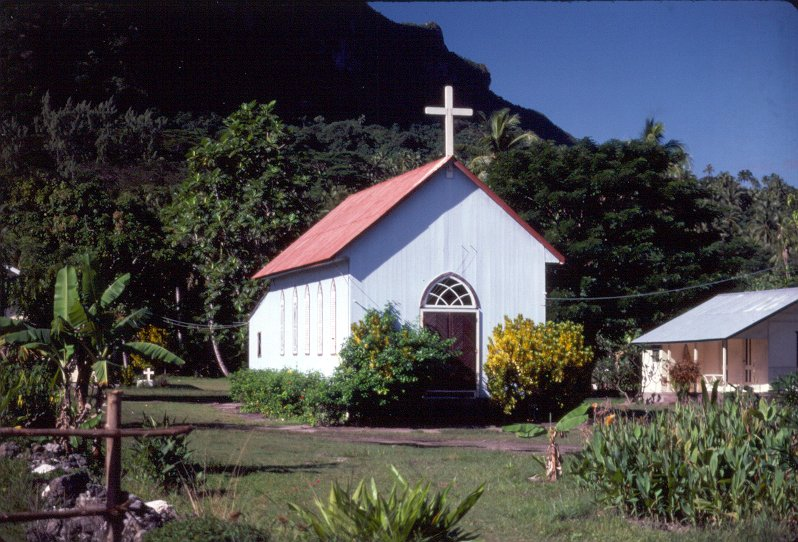
Kyrkan på Bora-Bora.

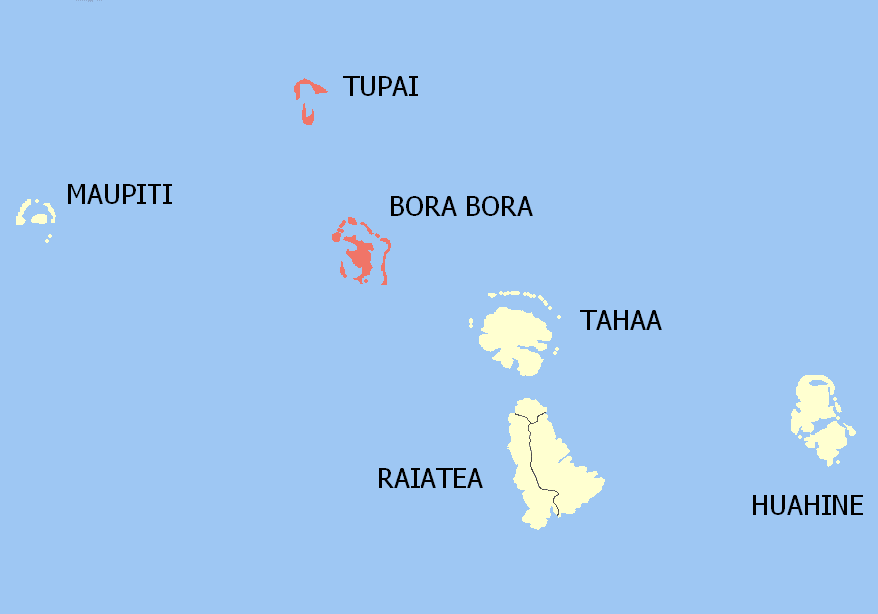
Bora-Bora

Bora-Bora är en kommun i ögruppen Sällskapsöarna, Franska polynesien, som består av ön Bora Bora och atollen Tupai. Befolkningen uppgick år 2007 till 8927 personer. Centralort är Vaitape på Bora Bora.